# Naka (huyện)
Naka (那珂郡 Naka-gun) là huyện thuộc tỉnh Ibaraki, Nhật Bản. Tính đến ngày 1 tháng 10 năm 2020, dân số ước tính của huyện là 37.891 người và mật độ dân số là 1.000 người/km2. Tổng diện tích của huyện là 38 km2.